# Gandiaye
Gandiaye är en stad och kommun i västra Senegal. Den ligger i regionen Kaolack och har cirka 17 000 invånare.